# Groupe Libella
Groupe Libella est un groupe éditorial franco-suisse basé à Paris créé en 2000 qui comprend les maisons d'édition :  Buchet/Chastel, Noir sur Blanc, Phébus, les Cahiers dessinés, le Temps Apprivoisé, la collection de poche Libretto et Notabilia , Delpire et Photosynthèses, Favre (Suisse) et Wydawnictwo Literackie (Pologne) ,. Le groupe est également le propriétaire de la Librairie polonaise de Paris et de la galerie Folia, également à Paris.

## Histoire
Le groupe Libella est né en 2000 avec le rachat du groupe éditorial Buchet/Chastel - Pierre Zech Éditeur. S'y sont ensuite ajoutées Le Temps Apprivoisé et les Éditions Phébus et Libretto en 2003, puis Maren Sell Éditeurs en 2004 (fermée en 2007) et enfin Anatolia en 2006. 
Le groupe comprend aussi les éditions Noir sur Blanc, les Cahiers dessinés (créés en 2002), Wydawnictwo Literackie (Editions littéraires rachetées en 2003), les Editions Photosynthèses (créées en 2011), Delpire (en 2012), 
La présidente du groupe, Vera Michalski, héritière des Laboratoires Hoffman Laroche lui a donné sa notoriété au niveau européen en regroupant des maisons d'éditions polonaises  Noir sur Blanc à Varsovie et Wydawnictwo Literackie à Cracovie.
Le néerlandais World Editions a été acquis en octobre 2015. 

## Maisons d'éditions composant le groupe
- Noir sur Blanc : créées par Vera et Jan Michalski en 1987 à Montricher, en Suisse, les Éditions Noir sur Blanc proposent littérature, essais, documents, témoignages et mémoires, ainsi que des beaux-livres, avec la vocation de faire partage l'effervescence culturelle des pays d'Europe centrale et orientale et de créer des passerelles entre les cultures et les peuples d’Europe et du monde entier
- Buchet/Chastel : créées par Edmond Buchet et Jean Chastel en 1936, leurs auteurs phares de son catalogue historique sont entre autres Henry Miller, Lawrence Durrell et Malcolm Lowry. Le catalogue français contemporain compte notamment les noms de Marie-Hélène Lafon (Prix Goncourt de la nouvelle 2016 pour son recueil Histoires), Jean-Philippe Blondel, J.M. Erre et Joël Egloff. Le catalogue Musique, initié sous le label Corrêa, poursuit son existence. La collection "Pages Immortelles" a été relancée en 2016 sous le nom "Les Auteurs de ma Vie". La collection "La Verte" est consacrée à l'écologie depuis 2004 et la collection "Dans le vif" offre, depuis 2015, un éclairage pédagogique multidisciplinaire sur les questions d'environnement .
- Phébus : les Éditions Phébus sont spécialisées dans le roman, favorisant les récits de voyage (Bernard Ollivier, Sylvain Tesson, Alexander Kent) et une prose fluide et incarnée.
- Libretto : maison d'édition de poche du groupe, dont le catalogue privilégie une littérature de genre reposant sur une narration forte et des aventures intenses
- Les Cahiers dessinés  : dirigés par Frédéric Pajak, sont consacrés au dessin sous toutes ses formes, de tous les pays, de toutes les époques, qu'il soit signé de peintres, d’écrivains, de scénaristes, de photographes, de voyageurs ou d’inconnus.
- Les Éditions Photosynthèses, fondées à Arles en 2011, publient de beaux livres ainsi que des essais sur la photographie et les arts visuels.
- Fondée par Robert Delpire à l’aube des années 1950, Delpire Éditeur intègre en 2012 le pôle photographique du groupe Libella et ajoute les noms de photographes contemporains comme Daido Moriyama ou Paolo Woods dans le prolongement d'un catalogue mythique.
- Le Temps apprivoisé : propose des livres pratiques pour créer des objets de décoration et des accessoires originaux. Initialement spécialisée dans les arts du fil, l'éventail des techniques couvertes comprend le cartonnage, le modelage, la linogravure, l’origami ou le stylo 3D et s’ouvre à des pratiques comme la papeterie créative, la récup’ ou le coloriage.
- La Librairie polonaise de Paris appartient également au groupe Libella. Elle propose de la littérature polonaise traduite en français, des livres et de la presse en polonais, de la musique et des films polonais et enfin des dictionnaires et des méthodes de langue. Elle a ouvert en 2015 un département de littérature francophone, et notamment un rayon histoire et document étoffé.
- La galerie Folia, située au 13, rue de l'Abbaye dans le 6e arrondissement de Paris, est une galerie d’exposition et un lieu de rencontres et débats autour de la photographie. Rebaptisée en 2016, elle se situe dans les anciens locaux de Robert Delpire et de la galerie Magnum Photos, et s’inscrit dans l’héritage des grands photographes que sont Robert Capa, Henri Cartier-Bresson, Don McCullin.
- World Editions est une maison basée aux Pays-Bas, qui publie des livres en anglais. Elle a des succursales à Amsterdam, Londres et New-York, elles visent à publier en anglais des auteur-e.s du monde entier, très souvent en traduction. La maison d'édition a été fondée en 2013 par Eric Visser, éditeur à la maison d'édition néerlandaise De Geus. La maison d'édition appartient au groupe Libella depuis 2016. La maison d'édition a été vendue en 2023 à sa direction américaine, notamment à sa directrice Christine Swedowsky[6].

## Activité, rentabilité, fonds propres
|                                        | 2014    | 2015    | 2016    | 2017    | 2018     | 2022    |
| -------------------------------------- | ------- | ------- | ------- | ------- | -------- | ------- |
| Chiffre d'affaires en milliers d'euros | 3 662   | 3 873   | 3 726   | 3 567   | 3 642    | 4 857   |
| Résultat net en milliers d'euros       | - 7 863 | - 6 080 | - 6 247 | - 6 835 | - 12 166 | - 6 176 |
| Fonds propres en milliers d'euros      | - 2 447 | - 8 528 | - 876   | - 1 831 | - 13 997 | 1 199   |
| Effectif moyen annuel (niveau holding) | 51      | 52      | 54      | 54      | 61       | 59      |